# Eureka Seven
Pour les articles homonymes, voir E7.

Poèmes de la planète Eureka Seven (交響詩篇 エウレカセブン, Kōkyō shihen eureka sebun), ou simplement Eureka Seven, est un anime mecha du Studio Bones de 50 épisodes diffusés entre avril 2005 et avril 2006. Il a été adapté en manga de six volumes par Jinsei Katoka entre juillet 2005 et septembre 2006.
Une suite nommée Eureka Seven: AO a vu le jour en 2012. Le 17 mars 2017, le studio Bones annonce la sortie une trilogie de films intitulée Eureka Seven Hi-Evolution, le premier film est sorti en 2017, les deux suivants en 2018 et 2021.

## Synopsis
Lors du grand cataclysme connu sous le nom de "Summer Of Love", Adrock Thurston, éminent chercheur, réussit à sauver la planète en y laissant sa propre vie.
Renton Thurston, son fils, a été élevé par son grand-père, mécanicien de son état, et vit banalement en banlieue de la cité de Belforest.
Ce qui motive Renton, pré-adolescent d'à peine 14 ans, c'est le "lift", une sorte de sport qui consiste à surfer sur des vagues de TraPar.
Souvenir du Summer Of Love, le TraPar (Transparence Light Particule), sorte de courant invisible comme l'air, présentant des vagues comme un océan, offre à Renton sa principale occupation : lifter de grandes vagues de TraPar et devenir un jour peut-être comme son idole Holland, pro du lift.
Malheureusement pour lui, en plus d'être ennuyante, Belforest, sa ville natale, ne fait l'objet que de petites vagues de TraPar, et donc pas de quoi réaliser des figures impressionnantes.
En plus de l'ennui d'une ville terne, Renton doit également faire face à la notoriété acquise par son père en sauvant le monde, pas facile lorsque même son professeur en fait l'éloge en plein cours, devant le reste de la classe.
Ce qui va délivrer Renton de cette monotonie, c'est l'arrivée assez inattendue de la "Light Finding Operation (LFO)" militaire en ville.
Arrivée aussi peu attendue que le soir même, un LFO en détresse se pose en catastrophe chez Renton...

## Anime

### Fiche technique
- Nombre d'épisodes : 50
- Date de première diffusion au Japon : 17 avril 2005
- Réalisateur : Tomoki Kyoda
- Character Designer : Ken'ichi Yoshida
- Musiques : Naoki Sato
- Studio d'animation : Studio Bones
- Produit par Bandai (entre autres)
- 10 DVD depuis mars 2006.
- Licencié en France par : Beez Entertainment[4]

### Liste des épisodes
| No | Titre français           | Titre japonais                       | Titre japonais           | Date de 1re diffusion |
| No | Titre français           | Kanji                                | Rōmaji                   | Date de 1re diffusion |
| -- | ------------------------ | ------------------------------------ | ------------------------ | --------------------- |
| 01 | Blue Monday              | ブルーマンデー                       | Burū Mandē               | 17 avril 2005         |
| 02 | Blue Sky Fish            | ブルースカイ・フィッシュ             | Burū Sukai Fisshu        | 24 avril 2005         |
| 03 | Motion Blue              | モーション・ブルー                   | Mōshon Burū              | 1er mai 2005          |
| 04 | Watermelon               | ウォーターメロン                     | Wōtāmeron                | 8 mai 2005            |
| 05 | Vivid Bit                | ビビット・ビット                     | Bibitto Bitto            | 15 mai 2005           |
| 06 | Childhood                | チャイルドフッド                     | Chairudofuddo            | 22 mai 2005           |
| 07 | Absolute Defeat          | アブソリュート・ディフィート         | Abusoryūto Difīto        | 29 mai 2005           |
| 08 | Glorious Brilliance      | グロリアス・ブリリアンス             | Guroriasu Buririansu     | 5 juin 2005           |
| 09 | Paper Moon Shine         | ペーパームーン・シャイン             | Pēpā Mūn Shain           | 12 juin 2005          |
| 10 | Higher Than the Sun      | ハイアー・ザン・ザ・サン             | Haiā Zan Za San          | 19 juin 2005          |
| 11 | Into the Nature          | イントゥー・ザ・ネイチャー           | Intū Za Neichā           | 26 juin 2005          |
| 12 | Acperience 1             | アクペリエンス・１                   | Akuperiensu 1            | 3 juillet 2005        |
| 13 | The Beginning            | ザ・ビギニング                       | Za Biginingu             | 10 juillet 2005       |
| 14 | Memory Band              | メモリー・バンド                     | Memorī Bando             | 17 juillet 2005       |
| 15 | Human Behavior           | ヒューマン・ビヘイヴュア             | Hyūman Biheivyua         | 24 juillet 2005       |
| 16 | Opposite View            | オポジット・ヴュー                   | Opojitto Vyū             | 31 juillet 2005       |
| 17 | Sky Rock Gate            | スカイ・ロック・ゲート               | Sukai Rokku Gēto         | 7 août 2005           |
| 18 | Ill Communication        | イルコミュニケーション               | Iru Komyunikēshon        | 21 août 2005          |
| 19 | Acperience 2             | アクペリエンス・２                   | Akuperiensu 2            | 28 août 2005          |
| 20 | Substance Abuse          | サブスタンス アビューズ              | Sabusutansu Abyūzu       | 4 septembre 2005      |
| 21 | Runaway                  | ランナウェイ                         | Rannawei                 | 11 septembre 2005     |
| 22 | Crackpot                 | クラックポット                       | Kurakkupotto             | 18 septembre 2005     |
| 23 | Differentia              | ディファレンシア                     | Difarenshia              | 25 septembre 2005     |
| 24 | Paradise Lost            | パラダイス・ロスト                   | Paradaisu Rosuto         | 2 octobre 2005        |
| 25 | World's End Garden       | ワールズ・エンド・ガーデン           | Wāruzu Endo Gāden        | 9 octobre 2005        |
| 26 | Morning Glory            | モーニング・グローリー               | Mōningu Gurōrī           | 16 octobre 2005       |
| 27 | Helter Skelter           | ヘルタースケルター                   | Herutā Sukerutā          | 23 octobre 2005       |
| 28 | Memento Mori             | メメントモリ                         | Memento Mori             | 30 octobre 2005       |
| 29 | Keep on Movin'           | キープ・オン・ムービン               | Kīpu On Mūbin            | 6 novembre 2005       |
| 30 | Change of Life           | チェンジ・オブ・ライフ               | Chenji Obu Raifu         | 13 novembre 2005      |
| 31 | Animal Attack            | アニマル・アタック                   | Animaru Atakku           | 20 novembre 2005      |
| 32 | Start It Up              | スタート・イット・アップ             | Sutāto Itto Appu         | 27 novembre 2005      |
| 33 | Pacific State            | パシフィック・ステイト               | Pashifikku Suteito       | 4 décembre 2005       |
| 34 | Inner Flight             | インナー・フライト                   | Innā Furaito             | 11 décembre 2005      |
| 35 | Astral Apache            | アストラル・アパッチ                 | Asutoraru Apatchi        | 18 décembre 2005      |
| 36 | Fantasia                 | ファンタジア                         | Fantajia                 | 25 décembre 2005      |
| 37 | Raise Your Hand          | レイズ・ユア・ハンド                 | Reizu Yua Hando          | 8 janvier 2006        |
| 38 | Date of Birth            | デイト・オブ・バース                 | Deito Obu Bāsu           | 15 janvier 2006       |
| 39 | Join the Future          | ジョイン・ザ・フューチャー           | Join Za Fyūchā           | 22 janvier 2006       |
| 40 | Cosmic Trigger           | コズミック・トリガー                 | Kozumikku Torigā         | 29 janvier 2006       |
| 41 | Acperience 3             | アクペリエンス・３                   | Akuperiensu 3            | 5 février 2006        |
| 42 | Star Dancer              | スターダンサー                       | Sutā Dansā               | 12 février 2006       |
| 43 | The Sunshine Underground | ザ・サンシャイン・アンダーグラウンド | Za Sanshain Andāguraundo | 19 février 2006       |
| 44 | It's All in the Mind     | イッツ・オール・イン・ザ・マインド   | Ittsu Ōru In Za maindo   | 26 février 2006       |
| 45 | Don't You Want Me?       | ドント・ユー・ウォント・ミー？       | Donto Yū Wonto Mī?       | 5 mars 2006           |
| 46 | Planet Rock              | プラネット・ロック                   | Puranetto Rokku          | 12 mars 2006          |
| 47 | Acperience 4             | アクペリエンス・４                   | Akuperiensu 4            | 19 mars 2006          |
| 48 | Ballet Mechanique        | バレエ・メカニック                   | Baree Mekanikku          | 26 mars 2006          |
| 49 | Shout to the Top!        | シャウト・トゥ・ザ・トップ！         | Shauto Tu Za Toppu!      | 2 avril 2006          |
| 50 | Wish Upon a Star         | 星に願いを                           | Hoshi ni Negai o         | 2 avril 2006          |

### Doublage
|               | Voix japonaises    | Voix françaises       |
| ------------- | ------------------ | --------------------- |
| Renton        | Yūko Sanpei        | Circé Lethem          |
| Eureka        | Kaori Nazuka       | Esther Aflalo         |
| Holland       | Keiji Fujiwara     | Michelangelo Marchese |
| Talho         | Michiko Neya       | Fanny Roy             |
| Anemone       | Ami Koshimizu      | Alice Ley             |
| Dominic       | Shigenori Yamazaki | David Macaluso        |
| Dewey         | Kōji Tsujitani     | Peppino Capotondi     |
| Matthieu      | Akio Nakamura      | David Manet           |
| Hilda         | Mayumi Asano       | Dominique Wagner      |
| Stoner        | Yasunori Matsumoto | Lionel Bourguet       |
| Ray           | Aya Hisakawa       |                       |
| Dr. Greg Bear | Banjou Ginga       |                       |
| Maeter        | Eriko Kigawa       | Alice Ley             |
| Gidget        | Fumie Mizusawa     | Nathalie Hugo         |
| Linck         | Fumie Mizusawa     |                       |
| Gulliver      | Hiroshi Sugiyama   |                       |
| Charles       | Juurouta Kosugi    |                       |
| Hap           |                    | Philippe Résimont     |
| Axel Thurston | Takeshi Aono       | Daniel Dury           |
| Coda          | Mariko Akashi      | Nathalie Homs         |
| Ken-Goh       | Tamio Ōki          | Peppino Capotondi     |

### Musiques
- Générique de début

| Numéro | Épisodes | Titre                                     | Artiste          |
| ------ | -------- | ----------------------------------------- | ---------------- |
| 1      | 1 à 13   | Days                                      | Flow             |
| 2      | 14 à 26  | Shounen Heart (Young Boy's Heart)         | Home Made Kazoku |
| 3      | 27 à 39  | Taiyo no Mannaka he (To the Sun's Center) | Bivattchee       |
| 4      | 40 à 50  | Sakura                                    | NILGILIS         |

- Générique de fin

| Numéro | Épisodes     | Titre                       | Artiste      |
| ------ | ------------ | --------------------------- | ------------ |
| 1      | 1 à 13 et 26 | Himitsu Kichi (Secret Base) | Kozue Takada |
| 2      | 14 à 25      | Fly Away                    | Izawa Asami  |
| 3      | 27 à 39      | Tip Taps Tip                | HALCALI      |
| 4      | 40 à 50      | Canvas                      | COOLON       |

- OST 1

- OST 2

Ce double album est sorti le 5 avril 2006.
ASIN : B000EGD09I

## Films
Un film Eureka Seven est paru en 2009 d'une durée de 1h50. C'est un reboot de la série, c'est-à-dire qu'il ne reprend absolument pas le scénario de celui-ci. Le titre original et complet est Koukyoushi Hen - Eureka Seven - Pocket ga Niji de Ippai. Le film est disponible en DVD/Blu-ray chez Kazé.
Le 17 mars 2017, le studio Bones annonce la sortie de trois films pour 2017, 2018 et 2019. Ceux-ci narreront l'histoire du premier phénomène Summer Of Love, 10 ans avant la première série de 2005.

## Manga
- Prépublié dans: Shônen Ace
- Publié par: Kadokawa Shoten
- Genre : Science-fiction / Mecha
- Nombre de volumes: 6

## Produits dérivés
- Jeux vidéo : 
  - Koukyoushihen Eureka Seven TR1: New Wave sur PS2
  - Eureka seven: New vision sur PS2